# Kvalifikace na Mistrovství světa ve fotbale 2022 – druhá fáze CAF
Druhá fáze kvalifikace na mistrovství světa 2022 zóny CAF se hrála v šesti kolech od 1. září do 16. listopadu 2021.

## Formát
Ve druhé fázi se utkalo 26 nejlepších týmů podle žebříčku CAF a 14 vítězů dvojzápasů první fáze. Tyto týmy byly rozlosovány do deseti skupin po čtyřech týmech, které sehrály zápasy systémem každý s každým doma a venku. Vítězové jednotlivých skupin postoupili do třetí fáze.

## Nasazení
Losování druhého kola proběhlo 21. ledna 2020 v 19:00 CAT (UTC+2) v hotelu Nile Ritz-Carlton v Káhiře v Egyptě.
Nasazení vycházelo ze světového žebříčku FIFA z prosince 2019.
Poznámka: Tučně vyznačené týmy se kvalifikovaly do třetí fáze, kurzívou vyznačené týmy se kvalifikovaly z první fáze.
| Koš 1 | Koš 2 | Koš 3 | Koš 4 |
| --- | --- | --- | --- |
| 1. Senegal (20) 2. Tunisko (27) 3. Nigérie (31) 4. Alžírsko (35) 5. Maroko (43) 6. Ghana (47) 7. Egypt (51) 8. Kamerun (53) 9. Mali (56) 10. DR Kongo (56) | 1. Burkina Faso (59) 2. Pobřeží slonoviny (61) 3. Jihoafrická republika (71) 4. Guinea (74) 5. Uganda (77) 6. Kapverdy (78) 7. Gabon (83) 8. Benin (84) 9. Zambie (88) 10. Konžská republika (89) | 1. Madagaskar (91) 2. Mauricius (100) 3. Libye (101) 4. Mosambik (105) 5. Keňa (106) 6. Středoafrická republika (109) 7. Zimbabwe (111) 8. Niger (112) 9. Namibie (117) 10. Guinea-Bissau (118) | 1. Malawi (123) 2. Angola (124) 3. Togo (126) 4. Súdán (128) 5. Rwanda (131) 6. Tanzanie (134) 7. Rovníková Guinea (145) 8. Etiopie (146) 9. Libérie (152) 10. Džibutsko (184) |

## Termíny
Níže je uveden rozpis druhé fáze kvalifikace na mistrovství světa ve fotbale CAF 2022. Po přeložení finálového turnaje Afrického poháru národů 2021 z června/července na leden/únor byly přeloženy termíny 1. a 2. kola. Vzhledem k tomu, že soutěž byla přerušena pandemií covidu-19, byl program druhého kola opět revidován a 19. srpna 2020 CAF oznámila nové termíny a celá druhá fáze byla přeložena na rok 2021. 6. května 2021 bylo druhé kolo opět přeloženo kvůli pandemii a všechny zápasy byly přeloženy tak, aby se hrály mezi zářím a listopadem 2021.
| kolo    | Datum zápasů           |
| ------- | ---------------------- |
| 1. kolo | 1.-3. září 2021        |
| 2. kolo | 5.-7. září 2021        |
| 3. kolo | 6.-9. října 2021       |
| 4. kolo | 10.-12. října 2021     |
| 5. kolo | 11.-13. listopadu 2021 |
| 6. kolo | 14.-16. listopadu 2021 |

## Skupiny
Losování druhé fáze proběhlo 21. ledna 2020 v 19:00 CAT. (UTC+2) v hotelu Ritz-Carlton v Káhiře v Egyptě.
 Skupina A 
| Poř. | Tým          | Z | V | R | P | VG | OG | B  |
| ---- | ------------ | - | - | - | - | -- | -- | -- |
| 1.   | Alžírsko     | 6 | 4 | 2 | 0 | 25 | 4  | 14 |
| 2.   | Burkina Faso | 6 | 3 | 3 | 0 | 12 | 4  | 12 |
| 3.   | Niger        | 6 | 2 | 1 | 3 | 13 | 17 | 7  |
| 4.   | Džibutsko    | 6 | 0 | 0 | 6 | 4  | 29 | 0  |

 1. kolo
| 2. září 2021 17:00 SEČ+1 |     |                                 |                                                                  |
| Niger                    | 0:2 | Burkina Faso                    | Stade de Marrakech, Marrákeš diváci: 0 rozhodčí: Samuel Uwikunda |
|                          |     | L. Traoré 76' (pen.) Konaté 79' | Stade de Marrakech, Marrákeš diváci: 0 rozhodčí: Samuel Uwikunda |

| 2. září 2021 20:00 SEČ+1                                                                     |     |           |                                                                       |
| Alžírsko                                                                                     | 8:0 | Džibutsko | Mustapha Tchaker Stadium, Blida diváci: 0 rozhodčí: Blaise Yuven Ngwa |
| Slimaní 5', 25' (pen.), 46', 53' Bensebaini 27' Bounedjah 40' (pen.) Zerrouki 67' Mahréz 69' |     |           | Mustapha Tchaker Stadium, Blida diváci: 0 rozhodčí: Blaise Yuven Ngwa |

 2. kolo
| 6. září 2021 14:00 UTC+1 |     |                                               |                                                                         |
| Džibutsko                | 2:4 | Niger                                         | Prince Moulay Abdellah Stadium, Rabat diváci: 0 rozhodčí: Celso Alvação |
| Farah Ali 32' Hassan 90' |     | Adebayor 49', 56' Wonkoye 65' (pen.) Sabo 68' | Prince Moulay Abdellah Stadium, Rabat diváci: 0 rozhodčí: Celso Alvação |

| 7. září 2021 20:00 UTC+1 |     |             |                                                               |
| Burkina Faso             | 1:1 | Alžírsko    | Stade de Marrakech, Marrákeš diváci: 0 rozhodčí: Joshua Bondo |
| Tapsoba 64'              |     | Fighúlí 18' | Stade de Marrakech, Marrákeš diváci: 0 rozhodčí: Joshua Bondo |

 3. kolo
| 8. říjen 2021 20:00 UTC+1                                                      |     |           |                                                                           |
| Alžírsko                                                                       | 6:1 | Niger     | Mustapha Tchaker Stadium, Blida diváci: 0 rozhodčí: Daniel Nii Ayi Laryea |
| Mahréz 27', 60' (pen.) Oumarou 47' (vl.) Souleymane 70' (vl.) Slimaní 76', 88' |     | Sosah 50' | Mustapha Tchaker Stadium, Blida diváci: 0 rozhodčí: Daniel Nii Ayi Laryea |

| 8. říjen 2021 20:00 UTC+1 |     |                                          |                                                              |
| Džibutsko                 | 0:4 | Burkina Faso                             | Stade de Marrakech, Marrákeš diváci: 0 rozhodčí: Ali Sabilla |
|                           |     | Tapsoba 45+2', 48' Kaboré 51' Konaté 60' | Stade de Marrakech, Marrákeš diváci: 0 rozhodčí: Ali Sabilla |

4. kolo
| 11. říjen 2021 17:00 UTC+1 |     |           |                                                                |
| Burkina Faso               | 2:0 | Džibutsko | Stade de Marrakech, Marrákeš diváci: 0 rozhodčí: Hassen Corneh |
| Dayo 30' Tapsoba 63'       |     |           | Stade de Marrakech, Marrákeš diváci: 0 rozhodčí: Hassen Corneh |

| 12. říjen 2021 17:00 UTC+1 |     |                                                 |                                                                      |
| Niger                      | 0:4 | Alžírsko                                        | Stade Général Seyni Kountché, Niamey diváci: 2 000 rozhodčí: Issa Sy |
|                            |     | Mahréz 21' Mandí 33' Bennacer 48' Bounedjah 54' | Stade Général Seyni Kountché, Niamey diváci: 2 000 rozhodčí: Issa Sy |

 5. kolo
| 12. listopad 2021 14:00 UTC+1 |     |                    |                                                                |
| Burkina Faso                  | 1:1 | Niger              | Stade de Marrakech, Marrákeš diváci: 0 rozhodčí: Samir Guezzaz |
| Dayo 55' (pen.)               |     | Oumarou 34' (pen.) | Stade de Marrakech, Marrákeš diváci: 0 rozhodčí: Samir Guezzaz |

| 12. listopad 2021 15:00 UTC+2 |     |                                                  |                                                                                    |
| Džibutsko                     | 0:4 | Alžírsko                                         | Cairo International Stadium, Káhira diváci: 0 rozhodčí: Djindo Louis Houngnandande |
|                               |     | Belaïli 29' Benrahma 40' Fighúlí 42' Slimaní 87' | Cairo International Stadium, Káhira diváci: 0 rozhodčí: Djindo Louis Houngnandande |

 6. kolo
| 15. listopad 2021 17:00 UTC+1                                   |     |                     |                                                                                         |
| Niger                                                           | 7:2 | Džibutsko           | Stade Général Seyni Kountché, Niamey diváci: 3 000 rozhodčí: Mohamed Youssouf Athoumani |
| Adebayor 16', 36', 75' Wonkoye 62' Sosah 64' Djibrilla 85', 87' |     | Ahmed 33' Isman 84' | Stade Général Seyni Kountché, Niamey diváci: 3 000 rozhodčí: Mohamed Youssouf Athoumani |

| 16. listopad 2021 20:00 UTC+1 |     |                            |                                                                       |
| Alžírsko                      | 2:2 | Burkina Faso               | Mustapha Tchaker Stadium, Blida diváci: 17 000 rozhodčí: Victor Gomes |
| Mahréz 21' Fighúlí 68'        |     | Sanogo 37' Dayo 84' (pen.) | Mustapha Tchaker Stadium, Blida diváci: 17 000 rozhodčí: Victor Gomes |

 Skupina B 
| Poř. | Tým              | Z | V | R | P | VG | OG | B  |
| ---- | ---------------- | - | - | - | - | -- | -- | -- |
| 1.   | Tunisko          | 6 | 4 | 1 | 1 | 11 | 2  | 13 |
| 2.   | Rovníková Guinea | 6 | 3 | 2 | 1 | 6  | 5  | 11 |
| 3.   | Zambie           | 6 | 2 | 1 | 3 | 8  | 9  | 7  |
| 4.   | Mauritánie       | 6 | 0 | 2 | 4 | 2  | 11 | 2  |

 1. kolo 
| 3. září 2021 16:00 UTC+0 |     |                     |                                                                          |
| Mauritánie               | 1:2 | Zambie              | Stade Olympique de Nouakchott, Nuakšott diváci: 0 rozhodčí: Peter Waweru |
| Niass 69'                |     | Mwepu 10' Mumba 57' | Stade Olympique de Nouakchott, Nuakšott diváci: 0 rozhodčí: Peter Waweru |

| 3. září 2021 20:00 UTC+1               |     |                  |                                                                          |
| Tunisko                                | 3:0 | Rovníková Guinea | Stade Hammadi Agrebi, Tunis diváci: 0 rozhodčí: Kouassi Attisso Attiogbe |
| Bronn 54' Skhiri 78' Chazrí 82' (pen.) |     |                  | Stade Hammadi Agrebi, Tunis diváci: 0 rozhodčí: Kouassi Attisso Attiogbe |

 2. kolo 
| 7. září 2021 15:00 UTC+2 |     |                                    |                                                                          |
| Zambie                   | 0:2 | Tunisko                            | Levy Mwanawasa Stadium, Ndola diváci: 5 000 rozhodčí: Eric Otogo-Castane |
|                          |     | Chazrí 8' (pen.) Ben Slimane 90+2' | Levy Mwanawasa Stadium, Ndola diváci: 5 000 rozhodčí: Eric Otogo-Castane |

| 7. září 2021 17:00 UTC+1 |     |            |                                                                          |
| Rovníková Guinea         | 1:0 | Mauritánie | Estadio de Malabo, Malabo diváci: 0 rozhodčí: Hélder Martins de Carvalho |
| Iban 59' (pen.)          |     |            | Estadio de Malabo, Malabo diváci: 0 rozhodčí: Hélder Martins de Carvalho |

 3. kolo 
| 7. říjen 2021 17:00 UTC+1 |     |        |                                                                     |
| Rovníková Guinea          | 2:0 | Zambie | Estadio de Malabo, Malabo diváci: 0 rozhodčí: Noureddine El Džáfarí |
| Coco 35' Nsue 88'         |     |        | Estadio de Malabo, Malabo diváci: 0 rozhodčí: Noureddine El Džáfarí |

| 7. říjen 2021 20:00 UTC+1        |     |            |                                                                       |
| Tunisko                          | 3:0 | Mauritánie | Stade Hammadi Agrebi, Tunis diváci: 0 rozhodčí: Bamlak Tessema Weyesa |
| Skhiri 15' Chazrí 42' Jaziri 86' |     |            | Stade Hammadi Agrebi, Tunis diváci: 0 rozhodčí: Bamlak Tessema Weyesa |

 4. kolo 
| 10. říjen 2021 18:00 UTC+1 |     |                  |                                                                         |
| Zambie                     | 1:1 | Rovníková Guinea | National Heroes Stadium, Lusaka diváci: 45 000 rozhodčí: Bakary Gassama |
| Sakala 65'                 |     | Bikoro 82'       | National Heroes Stadium, Lusaka diváci: 45 000 rozhodčí: Bakary Gassama |

| 10. říjen 2021 19:00 UTC+0 |     |         |                                                                                 |
| Mauritánie                 | 0:0 | Tunisko | Stade Olympique de Nouakchott, Nuakšott diváci: 500 rozhodčí: Mehdi Abid Charef |
|                            |     |         | Stade Olympique de Nouakchott, Nuakšott diváci: 500 rozhodčí: Mehdi Abid Charef |

 5. kolo 
| 13. listopad 2021 15:00 UTC+2          |     |            |                                                                                  |
| Zambie                                 | 4:0 | Mauritánie | National Heroes Stadium, Lusaka diváci: 5 000 rozhodčí: Mahmúd Ali Mahmúd Ismail |
| Daka 34' Sakala 37', 45+1' (pen.), 63' |     |            | National Heroes Stadium, Lusaka diváci: 5 000 rozhodčí: Mahmúd Ali Mahmúd Ismail |

| 13. listopad 2021 17:00 UTC+1 |     |         |                                                               |
| Rovníková Guinea              | 1:0 | Tunisko | Estadio de Malabo, Malabo diváci: 500 rozhodčí: Boubou Traoré |
| Ganet 84'                     |     |         | Estadio de Malabo, Malabo diváci: 500 rozhodčí: Boubou Traoré |

 6. kolo 
| 16. listopad 2021 20:00 UTC+1       |     |            |                                                                           |
| Tunisko                             | 3:1 | Zambie     | Stade Hammadi Agrebi, Tunis diváci: 0 rozhodčí: Pacifique Ndabihawenimana |
| Laïdouni 18' Dräger 31' Maâloul 43' |     | Sakala 80' | Stade Hammadi Agrebi, Tunis diváci: 0 rozhodčí: Pacifique Ndabihawenimana |

| 16. listopad 2021 19:00 UTC+0 |     |                  |                                                                                       |
| Mauritánie                    | 1:1 | Rovníková Guinea | Stade Olympique de Nouakchott, Nuakšott diváci: 500 rozhodčí: Ahmad Imtehaz Heeralall |
| Kamara 22'                    |     | Coco 59'         | Stade Olympique de Nouakchott, Nuakšott diváci: 500 rozhodčí: Ahmad Imtehaz Heeralall |

 Skupina C 
| Poř. | Tým                     | Z | V | R | P | VG | OG | B  |
| ---- | ----------------------- | - | - | - | - | -- | -- | -- |
| 1.   | Nigérie                 | 6 | 4 | 1 | 1 | 9  | 3  | 13 |
| 2.   | Kapverdy                | 6 | 3 | 2 | 1 | 8  | 6  | 11 |
| 3.   | Libérie                 | 6 | 2 | 0 | 4 | 5  | 8  | 6  |
| 4.   | Středoafrická republika | 6 | 1 | 1 | 4 | 4  | 9  | 4  |

 1. kolo 
| 1. září 2021 14:00 UTC+1 |     |                |                                                         |
| Středoafrická republika  | 1:1 | Kapverdy       | Japoma Stadium, Douala diváci: 0 rozhodčí: Peter Waweru |
| Toropité 53'             |     | J. Tavares 36' | Japoma Stadium, Douala diváci: 0 rozhodčí: Peter Waweru |

| 3. září 2021 17:00 UTC+1 |     |         |                                                                                |
| Nigérie                  | 2:0 | Libérie | Teslim Balogun Stadium, Lagos diváci: 5 000 rozhodčí: Kouassi Attisso Attiogbe |
| Iheanacho 22', 44'       |     |         | Teslim Balogun Stadium, Lagos diváci: 5 000 rozhodčí: Kouassi Attisso Attiogbe |

 2. kolo 
| 6. září 2021 16:00 UTC+0 |     |             |                                                              |
| Středoafrická republika  | 0:1 | Libérie     | Japoma Stadium, Douala diváci: 0 rozhodčí: Sekou Ahmed Touré |
|                          |     | Sherman 86' | Japoma Stadium, Douala diváci: 0 rozhodčí: Sekou Ahmed Touré |

| 7. září 2021 15:00 UTC-1 |     |                                    |                                                                             |
| Kapverdy                 | 1:2 | Nigérie                            | Estádio Municipal Adérito Sena, Mindelo diváci: 500 rozhodčí: Samir Guezzaz |
| D. Tavares 19'           |     | Osimhen 30' Rocha Santos 76' (vl.) | Estádio Municipal Adérito Sena, Mindelo diváci: 500 rozhodčí: Samir Guezzaz |

 3. kolo 
| 7. říjen 2021 13:00 UTC+0 |     |                              |                                                               |
| Libérie                   | 1:2 | Kapverdy                     | Accra Sports Stadium, Accra diváci: 0 rozhodčí: Jean Ouattara |
| Harmon 45+3'              |     | Monteiro 52' Rodrigues 90+2' | Accra Sports Stadium, Accra diváci: 0 rozhodčí: Jean Ouattara |

| 7. říjen 2021 17:00 UTC+1 |     |                         |                                                                      |
| Nigérie                   | 0:1 | Středoafrická republika | Teslim Balogun Stadium, Lagos diváci: 5 000 rozhodčí: Abdelaziz Bouh |
|                           |     | Namnganda 90+1'         | Teslim Balogun Stadium, Lagos diváci: 5 000 rozhodčí: Abdelaziz Bouh |

 4. kolo 
| 10. říjen 2021 14:00 UTC+1 |     |                           |                                                               |
| Středoafrická republika    | 0:2 | Nigérie                   | Japoma Stadium, Douala diváci: 450 rozhodčí: Louis Hakizimana |
|                            |     | Balogun 29' Osimhen 45+1' | Japoma Stadium, Douala diváci: 450 rozhodčí: Louis Hakizimana |

| 10. říjen 2021 15:00 UTC-1 |     |         |                                                                                    |
| Kapverdy                   | 1:0 | Libérie | Estádio Municipal Adérito Sena, Mindelo diváci: 2 000 rozhodčí: Mohamed Ali Moussa |
| Mendes 90'                 |     |         | Estádio Municipal Adérito Sena, Mindelo diváci: 2 000 rozhodčí: Mohamed Ali Moussa |

 5. kolo 
| 13. listopad 2021 17:00 UTC+1 |     |                                      |                                                                 |
| Libérie                       | 0:2 | Nigérie                              | Stade Ibn Batouta, Tangier diváci: 0 rozhodčí: Youssef Essrayri |
|                               |     | Osimhen 15' (pen.) Musa 90+4' (pen.) | Stade Ibn Batouta, Tangier diváci: 0 rozhodčí: Youssef Essrayri |

| 13. listopad 2021 15:00 17:00 UTC-1 |     |                         |                                                                                       |
| Kapverdy                            | 2:1 | Středoafrická republika | Estádio Municipal Adérito Sena, Mindelo diváci: 3 000 rozhodčí: Daniel Nii Ayi Laryea |
| J. Tavares 51' Stopira 75'          |     | Ngoma 11'               | Estádio Municipal Adérito Sena, Mindelo diváci: 3 000 rozhodčí: Daniel Nii Ayi Laryea |

 6. kolo 
| 16. listopad 2021 17:00 UTC+1 |     |            |                                                                       |
| Nigérie                       | 1:1 | Kapverdy   | Teslim Balogun Stadium, Lagos diváci: 8 000 rozhodčí: Mustafa Ghorbal |
| Osimhen 1'                    |     | Stopira 5' | Teslim Balogun Stadium, Lagos diváci: 8 000 rozhodčí: Mustafa Ghorbal |

| 16. listopad 2021 17:00 UTC+1 |     |                         |                                                                       |
| Libérie                       | 3:1 | Středoafrická republika | Stade Ibn Batouta, Tangier diváci: 0 rozhodčí: Kalilou Ibrahim Traore |
| Macauley 2' Wilson 8', 74'    |     | Ngoma 61'               | Stade Ibn Batouta, Tangier diváci: 0 rozhodčí: Kalilou Ibrahim Traore |

 Skupina D 
| Poř. | Tým               | Z | V | R | P | VG | OG | B  |
| ---- | ----------------- | - | - | - | - | -- | -- | -- |
| 1.   | Kamerun           | 6 | 5 | 0 | 1 | 12 | 3  | 15 |
| 2.   | Pobřeží slonoviny | 6 | 4 | 1 | 1 | 10 | 3  | 15 |
| 3.   | Mosambik          | 6 | 1 | 1 | 4 | 2  | 8  | 4  |
| 4.   | Malawi            | 6 | 1 | 0 | 5 | 2  | 12 | 3  |

 1. kolo 
| 3. září 2021 15:00 UTC+2 |     |                   |                                                                                   |
| Mosambik                 | 0:0 | Pobřeží slonoviny | Estádio Nacional do Zimpeto, Maputo diváci: 0 rozhodčí: Pacifique Ndabihawenimana |
|                          |     |                   | Estádio Nacional do Zimpeto, Maputo diváci: 0 rozhodčí: Pacifique Ndabihawenimana |

| 3. září 2021 20:00 UTC+1        |     |        |                                                                            |
| Kamerun                         | 2:0 | Malawi | Paul Biya Stadium, Yaoundé diváci: 250 rozhodčí: Jean Jacques Ndala Ngambo |
| Aboubakar 9' Ngadeu-Ngadjui 22' |     |        | Paul Biya Stadium, Yaoundé diváci: 250 rozhodčí: Jean Jacques Ndala Ngambo |

 2. kolo 
| 6. září 2021 19:00 UTC+0 |     |                     |                                                                                       |
| Pobřeží slonoviny        | 2:1 | Kamerun             | Stade Olympique Alassane Ouattara, Abidjan diváci: 10 000 rozhodčí: Mehdi Abid Charef |
| Haller 20' (pen.), 29'   |     | Ngamaleu 61' (pen.) | Stade Olympique Alassane Ouattara, Abidjan diváci: 10 000 rozhodčí: Mehdi Abid Charef |

| 7. září 2021 15:00 UTC+2 |     |          |                                                                         |
| Malawi                   | 1:0 | Mosambik | Orlando Stadium, Johannesburg diváci: 0 rozhodčí: Souleiman Ahmed Djama |
| Mbulu 10'                |     |          | Orlando Stadium, Johannesburg diváci: 0 rozhodčí: Souleiman Ahmed Djama |

 3. kolo 
| 8. říjen 2021 15:00 UTC+2 |     |                                   |                                                                |
| Malawi                    | 0:3 | Pobřeží slonoviny                 | Orlando Stadium, Johannesburg diváci: 0 rozhodčí: Peter Waweru |
|                           |     | Gradel 36' Sangaré 85' Boga 90+5' | Orlando Stadium, Johannesburg diváci: 0 rozhodčí: Peter Waweru |

| 8. říjen 2021 20:00 UTC+1              |     |            |                                                                |
| Kamerun                                | 3:1 | Mosambik   | Japoma Stadium, Douala diváci: 10 000 rozhodčí: Mohamed Marouf |
| Choupo-Moting 28', 51' Toko Ekambi 63' |     | Catamo 81' | Japoma Stadium, Douala diváci: 10 000 rozhodčí: Mohamed Marouf |

 4. kolo 
| 11. říjen 2021 14:00 UTC+1 |     |                    |                                                                    |
| Mosambik                   | 0:1 | Kamerun            | Stade Ibn Batouta, Tangier diváci: 0 rozhodčí: Sabri Mohamed Fadul |
|                            |     | Ngadeu-Ngadjui 68' | Stade Ibn Batouta, Tangier diváci: 0 rozhodčí: Sabri Mohamed Fadul |

| 11. říjen 2021 17:00 UTC+1 |     |            |                                                                    |
| Pobřeží slonoviny          | 2:1 | Malawi     | Stade de l'Amitié, Cotonou diváci: 1 000 rozhodčí: Bernard Camille |
| Pépé 2' Kessié 66' (pen.)  |     | Muyaba 20' | Stade de l'Amitié, Cotonou diváci: 1 000 rozhodčí: Bernard Camille |

 5. kolo 
| 13. listopad 2021 15:00 UTC+2 |     |                                                           |                                                           |
| Malawi                        | 0:4 | Kamerun                                                   | Orlando Stadium, Johannesburg diváci: 0 rozhodčí: Issa Sy |
|                               |     | Aboubakar 22' (pen.) Zambo Anguissa 42' Bassogog 85', 87' | Orlando Stadium, Johannesburg diváci: 0 rozhodčí: Issa Sy |

| 13. listopad 2021 20:00 UTC+1  |     |          |                                                                  |
| Pobřeží slonoviny              | 3:0 | Mosambik | Stade de l'Amitié, Cotonou diváci: 0 rozhodčí: Ahmed El Ghandour |
| Gradel 10' Cornet 61' Seri 90' |     |          | Stade de l'Amitié, Cotonou diváci: 0 rozhodčí: Ahmed El Ghandour |

 6. kolo 
| 16. listopad 2021 14:00 UTC+1 |     |        |                                                                    |
| Mosambik                      | 1:0 | Malawi | Stade de l'Amitié, Cotonou diváci: 0 rozhodčí: Hassan Mohamed Hagi |
| Mzava 51' (vl.)               |     |        | Stade de l'Amitié, Cotonou diváci: 0 rozhodčí: Hassan Mohamed Hagi |

| 16. listopad 2021 20:00 UTC+1 |     |                   |                                                               |
| Kamerun                       | 1:0 | Pobřeží slonoviny | Japoma Stadium, Douala diváci: 25 000 rozhodčí: Janny Sikazwe |
| Toko Ekambi 21'               |     |                   | Japoma Stadium, Douala diváci: 25 000 rozhodčí: Janny Sikazwe |

 Skupina E 
| Poř. | Tým    | Z | V | R | P | VG | OG | B  |
| ---- | ------ | - | - | - | - | -- | -- | -- |
| 1.   | Mali   | 6 | 5 | 1 | 0 | 11 | 0  | 16 |
| 2.   | Uganda | 6 | 2 | 3 | 1 | 3  | 2  | 9  |
| 3.   | Keňa   | 6 | 1 | 3 | 2 | 4  | 9  | 6  |
| 4.   | Rwanda | 6 | 0 | 1 | 5 | 2  | 9  | 1  |

 1. kolo 
| 1. září 2021 20:00 UTC+1 |     |        |                                                      |
| Mali                     | 1:0 | Rwanda | Stade Adrar, Agádír diváci: 0 rozhodčí: Beida Dahane |
| A. Traoré 19'            |     |        | Stade Adrar, Agádír diváci: 0 rozhodčí: Beida Dahane |

| 2. září 2021 16:00 UTC+3 |     |        |                                                                                |
| Keňa                     | 0:0 | Uganda | Nyayo National Stadium, Nairobi diváci: 560 rozhodčí: Mahmúd Ali Mahmúd Ismail |
|                          |     |        | Nyayo National Stadium, Nairobi diváci: 560 rozhodčí: Mahmúd Ali Mahmúd Ismail |

 2. kolo 
| 5. září 2021 15:00 UTC+2 |     |            |                                                                            |
| Rwanda                   | 1:1 | Keňa       | Nyamirambo Regional Stadium, Kigali diváci: 0 rozhodčí: Joseph Odey Ogabor |
| Rwatubyaye 21'           |     | Olunga 10' | Nyamirambo Regional Stadium, Kigali diváci: 0 rozhodčí: Joseph Odey Ogabor |

| 6. září 2021 16:00 UTC+3 |     |      |                                                                                 |
| Uganda                   | 0:0 | Mali | St. Mary's Stadium-Kitende, Entebbe diváci: 0 rozhodčí: Ahmad Imtehaz Heeralall |
|                          |     |      | St. Mary's Stadium-Kitende, Entebbe diváci: 0 rozhodčí: Ahmad Imtehaz Heeralall |

 3. kolo 
| 7. říjen 2021 18:00 UTC+2 |     |          |                                                                      |
| Rwanda                    | 0:1 | Uganda   | Nyamirambo Regional Stadium, Kigali diváci: 0 rozhodčí: Joshua Bondo |
|                           |     | Bayo 41' | Nyamirambo Regional Stadium, Kigali diváci: 0 rozhodčí: Joshua Bondo |

| 7. říjen 2021 20:00 UTC+1                          |     |      |                                                         |
| Mali                                               | 5:0 | Keňa | Stade Adrar, Agádír diváci: 0 rozhodčí: Jússef Essrayri |
| A. Traoré 8' Koné 22', 36', 45' (pen.) Doumbia 85' |     |      | Stade Adrar, Agádír diváci: 0 rozhodčí: Jússef Essrayri |

 4. kolo 
| 10. říjen 2021 16:00 UTC+3 |     |          |                                                                       |
| Keňa                       | 0:1 | Mali     | Nyayo National Stadium, Nairobi diváci: 0 rozhodčí: Blaise Yuven Ngwa |
|                            |     | Koné 55' | Nyayo National Stadium, Nairobi diváci: 0 rozhodčí: Blaise Yuven Ngwa |

| 10. říjen 2021 16:00 UTC+3 |     |        |                                                                        |
| Uganda                     | 1:0 | Rwanda | St. Mary's Stadium-Kitende, Entebbe diváci: 0 rozhodčí: Haythem Guirat |
| Bayo 22'                   |     |        | St. Mary's Stadium-Kitende, Entebbe diváci: 0 rozhodčí: Haythem Guirat |

 5. kolo 
| 11. listopad 2021 16:00 UTC+3 |     |            |                                                                                 |
| Uganda                        | 1:1 | Keňa       | St. Mary's Stadium-Kitende, Entebbe diváci: 500 rozhodčí: Souleiman Ahmed Djama |
| Bayo 89'                      |     | Olunga 62' | St. Mary's Stadium-Kitende, Entebbe diváci: 500 rozhodčí: Souleiman Ahmed Djama |

| 11. listopad 2021 18:00 UTC+2 |     |                                       |                                                                                    |
| Rwanda                        | 0:3 | Mali                                  | Nyamirambo Regional Stadium, Kigali diváci: 0 rozhodčí: Hélder Martins de Carvalho |
|                               |     | Djenepo 19' Koné 21' K. Coulibaly 87' | Nyamirambo Regional Stadium, Kigali diváci: 0 rozhodčí: Hélder Martins de Carvalho |

 6. kolo 
| 14. listopad 2021 17:00 UTC+1 |     |        |                                                               |
| Mali                          | 1:0 | Uganda | Stade Adrar, Agádír diváci: 0 rozhodčí: Bamlak Tessema Weyesa |
| K. Coulibaly 19'              |     |        | Stade Adrar, Agádír diváci: 0 rozhodčí: Bamlak Tessema Weyesa |

| 15. listopad 2021 16:00 UTC+3 |     |               |                                                                   |
| Keňa                          | 2:1 | Rwanda        | Nyayo National Stadium, Nairobi diváci: 0 rozhodčí: Celso Alvação |
| Olunga 2' Odada 15' (pen.)    |     | Niyonzima 66' | Nyayo National Stadium, Nairobi diváci: 0 rozhodčí: Celso Alvação |

 Skupina F 
| Poř. | Tým    | Z | V | R | P | VG | OG | B  |
| ---- | ------ | - | - | - | - | -- | -- | -- |
| 1.   | Egypt  | 6 | 4 | 2 | 0 | 10 | 4  | 14 |
| 2.   | Gabon  | 6 | 2 | 1 | 3 | 8  | 7  | 7  |
| 3.   | Libye  | 6 | 2 | 1 | 3 | 4  | 7  | 7  |
| 4.   | Angola | 6 | 1 | 2 | 3 | 6  | 8  | 5  |

 1. kolo
| 1. září 2021 21:00 UTC+2 |     |        |                                                                |
| Egypt                    | 1:0 | Angola | Borg El Arab Stadium, Káhira diváci: 0 rozhodčí: Boubou Traoré |
| Magdy 5' (pen.)          |     |        | Borg El Arab Stadium, Káhira diváci: 0 rozhodčí: Boubou Traoré |

| 1. září 2021 21:00 UTC+2    |     |                 |                                                                            |
| Libye                       | 2:1 | Gabon           | Benina Martyrs Stadium, Benghází diváci: 0 rozhodčí: Bamlak Tessema Weyesa |
| Salama 27' Al Warfali 90+5' |     | Biyogo Poko 11' | Benina Martyrs Stadium, Benghází diváci: 0 rozhodčí: Bamlak Tessema Weyesa |

 2. kolo 
| 5. září 2021 20:00 UTC+1 |     |             |                                                                      |
| Gabon                    | 1:1 | Egypt       | Stade de Franceville, Franceville diváci: 0 rozhodčí: Bakary Gassama |
| Allevinah 73'            |     | Mohamed 90' | Stade de Franceville, Franceville diváci: 0 rozhodčí: Bakary Gassama |

| 7. září 2021 20:00 UTC+1 |     |               |                                                                         |
| Angola                   | 0:1 | Libye         | Estádio 11 de Novembro, Luanda diváci: 10 000 rozhodčí: Messie Nkounkou |
|                          |     | Al Khouja 43' | Estádio 11 de Novembro, Luanda diváci: 10 000 rozhodčí: Messie Nkounkou |

 3. kolo 
| 8. říjen 2021 18:30 UTC+1      |     |          |                                                                              |
| Angola                         | 3:1 | Gabon    | Estádio 11 de Novembro, Luanda diváci: 5 000 rozhodčí: Souleiman Ahmed Djama |
| Zini 25' Papel 56' Buatu 90+1' |     | Méyé 83' | Estádio 11 de Novembro, Luanda diváci: 5 000 rozhodčí: Souleiman Ahmed Djama |

| 8. říjen 2021 21:00 UTC+1 |     |       |                                                                           |
| Egypt                     | 1:0 | Libye | 30 June Stadium, Alexandria diváci: 0 rozhodčí: Pacifique Ndabihawenimana |
| Marmoush 49'              |     |       | 30 June Stadium, Alexandria diváci: 0 rozhodčí: Pacifique Ndabihawenimana |

 4. kolo 
| 11. říjen 2021 14:00 UTC+1              |     |        |                                                                        |
| Gabon                                   | 2:0 | Angola | Stade de Franceville, Franceville diváci: 0 rozhodčí: Maguette N'Diaye |
| Aubameyang 74' Moucketou-Moussounda 84' |     |        | Stade de Franceville, Franceville diváci: 0 rozhodčí: Maguette N'Diaye |

| 11. říjen 2021 21:00 UTC+2 |     |                                    |                                                                   |
| Libye                      | 0:3 | Egypt                              | Benina Martyrs Stadium, Benghází diváci: 0 rozhodčí: Victor Gomes |
|                            |     | Fotouh 39' Mohamed 45+4' Sobhi 72' | Benina Martyrs Stadium, Benghází diváci: 0 rozhodčí: Victor Gomes |

 5. kolo 
| 12. listopad 2021 17:00 UTC+1 |     |       |                                                                     |
| Gabon                         | 1:0 | Libye | Stade de Franceville, Franceville diváci: 0 rozhodčí: Mashood Ssali |
| Aubameyang 54' (pen.)         |     |       | Stade de Franceville, Franceville diváci: 0 rozhodčí: Mashood Ssali |

| 12. listopad 2021 20:00 UTC+1 |     |                         |                                                                                   |
| Angola                        | 2:2 | Egypt                   | Estádio 11 de Novembro, Luanda diváci: 15 000 rozhodčí: Jean Jacques Ndala Ngambo |
| Costa 25' Nzola 35' (pen.)    |     | Elneny 45+1' Tawfik 59' | Estádio 11 de Novembro, Luanda diváci: 15 000 rozhodčí: Jean Jacques Ndala Ngambo |

 6. kolo 
| 16. listopad 2021 15:00 UTC+2    |     |               |                                                                      |
| Egypt                            | 2:1 | Gabon         | 30 June Stadium, Alexandria diváci: 1 000 rozhodčí: Georges Gatogato |
| Magdy 4' (pen.) Obiang 75' (vl.) |     | Allevinah 54' | 30 June Stadium, Alexandria diváci: 1 000 rozhodčí: Georges Gatogato |

| 16. listopad 2021 15:00 UTC+2 |     |          |                                                                   |
| Libye                         | 1:1 | Angola   | Benina Martyrs Stadium, Benghází diváci: 0 rozhodčí: Beida Dahane |
| Al Warfali 49' (pen.)         |     | Zini 81' | Benina Martyrs Stadium, Benghází diváci: 0 rozhodčí: Beida Dahane |

 Skupina G 
| Poř. | Tým                   | Z | V | R | P | VG | OG | B  |
| ---- | --------------------- | - | - | - | - | -- | -- | -- |
| 1.   | Ghana                 | 6 | 4 | 1 | 1 | 7  | 3  | 13 |
| 2.   | Jihoafrická republika | 6 | 4 | 1 | 1 | 6  | 2  | 13 |
| 3.   | Etiopie               | 6 | 1 | 2 | 3 | 4  | 7  | 5  |
| 4.   | Zimbabwe              | 6 | 0 | 2 | 4 | 2  | 7  | 2  |

 1. kolo 
| 3. září 2021 15:00 UTC+2 |     |                       |                                                                      |
| Zimbabwe                 | 0:0 | Jihoafrická republika | National Sports Stadium, Harare diváci: 0 rozhodčí: Mahmoud El Banna |
|                          |     |                       | National Sports Stadium, Harare diváci: 0 rozhodčí: Mahmoud El Banna |

| 3. září 2021 19:00 UTC+0 |     |         |                                                                             |
| Ghana                    | 1:0 | Etiopie | Cape Coast Sports Stadium, Cape Coast diváci: 2 250 rozhodčí: Rédván Džijed |
| Wakaso 35'               |     |         | Cape Coast Sports Stadium, Cape Coast diváci: 2 250 rozhodčí: Rédván Džijed |

 2. kolo 
| 6. září 2021 18:00 UTC+2 |     |       |                                                                       |
| Jihoafrická republika    | 1:0 | Ghana | FNB Stadium, Johannesburg diváci: 0 rozhodčí: Derrick Kasokota Kafuli |
| Hlongwane 83'            |     |       | FNB Stadium, Johannesburg diváci: 0 rozhodčí: Derrick Kasokota Kafuli |

| 7. září 2021 19:00 UTC+3 |     |          |                                                                  |
| Etiopie                  | 1:0 | Zimbabwe | Bahir Dar Stadium, Bahir Dar diváci: 0 rozhodčí: Bernard Camille |
| Tamene 90+4' (pen.)      |     |          | Bahir Dar Stadium, Bahir Dar diváci: 0 rozhodčí: Bernard Camille |

 3. kolo 
| 9. říjen 2021 16:00 UTC+3 |     |                                       |                                                                   |
| Etiopie                   | 1:3 | Jihoafrická republika                 | Bahir Dar Stadium, Bahir Dar diváci: 0 rozhodčí: Šuháb Abdulbasit |
| Kebede 67'                |     | Mokoena 45+1' Mvala 71' Makgopa 90+1' | Bahir Dar Stadium, Bahir Dar diváci: 0 rozhodčí: Šuháb Abdulbasit |

| 9. říjen 2021 16:00 UTC+0       |     |                   |                                                                        |
| Ghana                           | 3:1 | Zimbabwe          | Cape Coast Sports Stadium, Cape Coast diváci: 0 rozhodčí: Pierre Atcho |
| Kudus 5' Partey 66' A. Ayew 87' |     | Musona 49' (pen.) | Cape Coast Sports Stadium, Cape Coast diváci: 0 rozhodčí: Pierre Atcho |

 4. kolo 
| 12. říjen 2021 15:00 UTC+2 |     |            |                                                               |
| Zimbabwe                   | 0:1 | Ghana      | National Sports Stadium, Harare diváci: 0 rozhodčí: Amin Omar |
|                            |     | Partey 31' | National Sports Stadium, Harare diváci: 0 rozhodčí: Amin Omar |

| 12. říjen 2021 18:00 UTC+2 |     |         |                                                                |
| Jihoafrická republika      | 1:0 | Etiopie | FNB Stadium, Johannesburg diváci: 0 rozhodčí: Georges Gatogato |
| Kebede 11' (vl.)           |     |         | FNB Stadium, Johannesburg diváci: 0 rozhodčí: Georges Gatogato |

 5. kolo 
| 11. listopad 2021 15:00 UTC+2 |     |             |                                                                     |
| Etiopie                       | 1:1 | Ghana       | Orlando Stadium, Johannesburg diváci: 0 rozhodčí: Blaise Yuven Ngwa |
| Kebede 72'                    |     | A. Ayew 22' | Orlando Stadium, Johannesburg diváci: 0 rozhodčí: Blaise Yuven Ngwa |

| 11. listopad 2021 21:00 UTC+2 |     |          |                                                           |
| Jihoafrická republika         | 1:0 | Zimbabwe | FNB Stadium, Johannesburg diváci: 0 rozhodčí: Sadok Selmi |
| Mokoena 26'                   |     |          | FNB Stadium, Johannesburg diváci: 0 rozhodčí: Sadok Selmi |

 6. kolo 
| 14. listopad 2021 15:00 UTC+2 |     |            |                                                                        |
| Zimbabwe                      | 1:1 | Etiopie    | National Sports Stadium, Harare diváci: 0 rozhodčí: Mohamed Ali Moussa |
| Mahachi 39'                   |     | Nassir 86' | National Sports Stadium, Harare diváci: 0 rozhodčí: Mohamed Ali Moussa |

| 14. listopad 2021 21:00 UTC+0 |     |                       |                                                                                |
| Ghana                         | 1:0 | Jihoafrická republika | Cape Coast Sports Stadium, Cape Coast diváci: 5 000 rozhodčí: Maguette N'Diaye |
| A. Ayew 33' (pen.)            |     |                       | Cape Coast Sports Stadium, Cape Coast diváci: 5 000 rozhodčí: Maguette N'Diaye |

 Skupina H 
| Poř. | Tým     | Z | V | R | P | VG | OG | B  |
| ---- | ------- | - | - | - | - | -- | -- | -- |
| 1.   | Senegal | 6 | 5 | 1 | 0 | 15 | 4  | 16 |
| 2.   | Togo    | 6 | 2 | 2 | 2 | 5  | 6  | 8  |
| 3.   | Namibie | 6 | 1 | 2 | 3 | 5  | 10 | 5  |
| 4.   | Kongo   | 6 | 0 | 3 | 3 | 5  | 10 | 3  |

 1. kolo 
| 1. září 2021 16:00 UTC+0 |     |      |                                                       |
| Senegal                  | 2:0 | Togo | Stade Lat-Dior, Thiès diváci: 0 rozhodčí: Sadok Selmi |
| Mané 56' A. Diallo 81'   |     |      | Stade Lat-Dior, Thiès diváci: 0 rozhodčí: Sadok Selmi |

| 2. září 2021 18:00 UTC+2 |     |                   |                                                                         |
| Namibie                  | 1:1 | Kongo             | Orlando Stadium, Johannesburg diváci: 0 rozhodčí: Andofetra Rakotojaona |
| Hambira 24'              |     | Hambira 57' (vl.) | Orlando Stadium, Johannesburg diváci: 0 rozhodčí: Andofetra Rakotojaona |

 2. kolo 
| 5. září 2021 16:00 UTC+0 |     |              |                                                                |
| Togo                     | 0:1 | Namibie      | Stade de Kégué, Lomé diváci: 0 rozhodčí: Omar Abdulkadir Artan |
|                          |     | Kambindu 53' | Stade de Kégué, Lomé diváci: 0 rozhodčí: Omar Abdulkadir Artan |

| 7. září 2021 17:00 UTC+1 |     |                                     |                                                                                   |
| Kongo                    | 1:3 | Senegal                             | Stade Alphonse Massemba-Débat, Brazzaville diváci: 0 rozhodčí: Mohamed Ali Moussa |
| Ganvoula 45+2' (pen.)    |     | Dia 27' I. Sarr 82' Mané 87' (pen.) | Stade Alphonse Massemba-Débat, Brazzaville diváci: 0 rozhodčí: Mohamed Ali Moussa |

 3. kolo 
| 9. říjen 2021 16:00 UTC+0 |     |                 |                                                            |
| Togo                      | 1:1 | Kongo           | Stade de Kégué, Lomé diváci: 0 rozhodčí: Sekou Ahmed Touré |
| Placca Fessou 56'         |     | Romao 21' (vl.) | Stade de Kégué, Lomé diváci: 0 rozhodčí: Sekou Ahmed Touré |

| 9. říjen 2021 19:00 UTC+0                       |     |              |                                                          |
| Senegal                                         | 4:1 | Namibie      | Stade Lat-Dior, Thiès diváci: 0 rozhodčí: Kalilou Traoré |
| Gueye 10' Diédhiou 38' Mané 54' Keita Baldé 83' |     | Kamatuka 75' | Stade Lat-Dior, Thiès diváci: 0 rozhodčí: Kalilou Traoré |

 4. kolo 
| 12. říjen 2021 15:00 UTC+2 |     |                        |                                                                            |
| Namibie                    | 1:3 | Senegal                | Orlando Stadium, Johannesburg diváci: 0 rozhodčí: Mohamed Jússáf Athoumani |
| Shalulile 27'              |     | Diédhiou 22', 51', 84' | Orlando Stadium, Johannesburg diváci: 0 rozhodčí: Mohamed Jússáf Athoumani |

| 12. říjen 2021 17:00 UTC+1 |     |                              |                                                                                           |
| Kongo                      | 1:2 | Togo                         | Stade Alphonse Massemba-Débat, Brazzaville diváci: 0 rozhodčí: Djindo Louis Houngnandande |
| Mbenza 71'                 |     | Placca Fessou 43' Denkey 77' | Stade Alphonse Massemba-Débat, Brazzaville diváci: 0 rozhodčí: Djindo Louis Houngnandande |

 5. kolo 
| 11. listopad 2021 17:00 UTC+1 |     |               |                                                                                |
| Kongo                         | 1:1 | Namibie       | Stade Alphonse Massemba-Débat, Brazzaville diváci: 0 rozhodčí: Samuel Uwikunda |
| Mbenza 54'                    |     | Shalulile 42' | Stade Alphonse Massemba-Débat, Brazzaville diváci: 0 rozhodčí: Samuel Uwikunda |

| 11. listopad 2021 19:00 UTC+0 |     |                 |                                                        |
| Togo                          | 1:1 | Senegal         | Stade de Kégué, Lomé diváci: 0 rozhodčí: Džalal Džajed |
| Cissé 45+1' (vl.)             |     | H. Diallo 90+3' | Stade de Kégué, Lomé diváci: 0 rozhodčí: Džalal Džajed |

 6. kolo 
| 14. listopad 2021 21:00 UTC+0 |     |       |                                                               |
| Senegal                       | 2:0 | Kongo | Stade Lat-Dior, Thiès diváci: 5 000 rozhodčí: Fabricio Duarte |
| I. Sarr 14', 24'              |     |       | Stade Lat-Dior, Thiès diváci: 5 000 rozhodčí: Fabricio Duarte |

| 15. listopad 2021 15:00 UTC+1 |     |                   |                                                                |
| Namibie                       | 0:1 | Togo              | Orlando Stadium, Johannesburg diváci: 0 rozhodčí: Pierre Atcho |
|                               |     | Placca Fessou 88' | Orlando Stadium, Johannesburg diváci: 0 rozhodčí: Pierre Atcho |

 Skupina I 
| Poř. | Tým           | Z | V | R | P | VG | OG | B  |
| ---- | ------------- | - | - | - | - | -- | -- | -- |
| 1.   | Maroko        | 6 | 6 | 0 | 0 | 20 | 1  | 18 |
| 2.   | Guinea-Bissau | 6 | 1 | 3 | 2 | 5  | 11 | 6  |
| 3.   | Guinea        | 6 | 0 | 4 | 2 | 5  | 11 | 4  |
| 4.   | Súdán         | 6 | 0 | 3 | 3 | 5  | 12 | 3  |

 1. kolo 
| 1. září 2021 16:00 UTC+0 |     |           |                                                                             |
| Guinea-Bissau            | 1:1 | Guinea    | Stade Olympique de Nouakchott, Nuakšott diváci: 500 rozhodčí: Mutaz Ibrahim |
| Jos. Mendes 51'          |     | Kamano 7' | Stade Olympique de Nouakchott, Nuakšott diváci: 500 rozhodčí: Mutaz Ibrahim |

| 2. září 2021 20:00 UTC+1         |     |       |                                                                            |
| Maroko                           | 2:0 | Súdán | Prince Moulay Abdellah Stadium, Rabat diváci: 0 rozhodčí: Maguette N'Diaye |
| Aguerd 10' Ab. Abdalla 53' (vl.) |     |       | Prince Moulay Abdellah Stadium, Rabat diváci: 0 rozhodčí: Maguette N'Diaye |

 2. kolo 
| 7. září 2021 21:00 UTC+1 |     |                                           |                                                             |
| Súdán                    | 2:4 | Guinea-Bissau                             | Al-Hilal Stadium, Omdurmán diváci: 0 rozhodčí: Victor Gomes |
| Abdel Rahman 55', 72'    |     | Piqueti 8', 39' F. Mendy 11' M. Baldé 82' | Al-Hilal Stadium, Omdurmán diváci: 0 rozhodčí: Victor Gomes |

 3. kolo 
| 6. říjen 2021 17:00 UTC+1 |     |          |                                                                |
| Súdán                     | 1:1 | Guinea   | Stade de Marrakech, Marrákeš diváci: 0 rozhodčí: Janny Sikazwe |
| Teiri 72'                 |     | Bayo 56' | Stade de Marrakech, Marrákeš diváci: 0 rozhodčí: Janny Sikazwe |

| 6. říjen 2021 20:00 UTC+1                                      |     |               |                                                                         |
| Maroko                                                         | 5:0 | Guinea-Bissau | Prince Moulay Abdellah Stadium, Rabat diváci: 0 rozhodčí: Boubou Traoré |
| Hakimi 31' Louza 45+1' (pen.) Chair 49' El Kaabi 62' Munir 82' |     |               | Prince Moulay Abdellah Stadium, Rabat diváci: 0 rozhodčí: Boubou Traoré |

 4. kolo 
| 9. říjen 2021 14:00 UTC+1 |     |                       |                                                         |
| Guinea                    | 2:2 | Súdán                 | Stade Adrar, Agádír diváci: 0 rozhodčí: Mustafa Ghorbal |
| J. Kanté 48' Bayo 67'     |     | Al-Tash 64' Kamal 88' | Stade Adrar, Agádír diváci: 0 rozhodčí: Mustafa Ghorbal |

| 9. říjen 2021 20:00 UTC+1 |     |                              |                                                                           |
| Guinea-Bissau             | 0:3 | Maroko                       | Stade Mohamed V, Casablanca diváci: 0 rozhodčí: Jean Jacques Ndala Ngambo |
|                           |     | El Kaabi 10', 70' Barkok 20' | Stade Mohamed V, Casablanca diváci: 0 rozhodčí: Jean Jacques Ndala Ngambo |

 Dohrávka 2. Kola
| 12. říjen 2021 20:00 UTC+1 |     |                                          |                                                                       |
| Guinea                     | 1:4 | Maroko                                   | Prince Moulay Abdellah Stadium, Rabat diváci: 0 rozhodčí: Sidi Alioum |
| Kané 31'                   |     | El Kaabi 21' Amallah 43', 65' Boufal 89' | Prince Moulay Abdellah Stadium, Rabat diváci: 0 rozhodčí: Sidi Alioum |

 5. kolo 
| 12. listopad 2021 16:00 UTC+0 |     |               |                                                                           |
| Guinea                        | 0:0 | Guinea-Bissau | General Lansana Conté Stadium, Konakry diváci: 0 rozhodčí: Mohamed Marouf |
|                               |     |               | General Lansana Conté Stadium, Konakry diváci: 0 rozhodčí: Mohamed Marouf |

| 12. listopad 2021 20:00 UTC+1 |     |                           |                                                                        |
| Súdán                         | 0:3 | Maroko                    | Prince Moulay Abdellah Stadium, Rabat diváci: 0 rozhodčí: Peter Waweru |
|                               |     | Mmaee 3', 61' Louza 90+3' | Prince Moulay Abdellah Stadium, Rabat diváci: 0 rozhodčí: Peter Waweru |

 6. kolo 
| 15. listopad 2021 17:00 UTC+1 |     |       |                                                                |
| Guinea-Bissau                 | 0:0 | Súdán | Stade de Marrakech, Marrákeš diváci: 0 rozhodčí: Jean Ouattara |
|                               |     |       | Stade de Marrakech, Marrákeš diváci: 0 rozhodčí: Jean Ouattara |

| 16. listopad 2021 20:00 UTC+1 |     |        |                                                              |
| Maroko                        | 3:0 | Guinea | Stade Mohamed V, Casablanca diváci: 0 rozhodčí: Joshua Bondo |
| Mmaee 21' (pen.) El Kaabi 60' |     |        | Stade Mohamed V, Casablanca diváci: 0 rozhodčí: Joshua Bondo |

 Skupina J 
| Poř. | Tým        | Z | V | R | P | VG | OG | B  |
| ---- | ---------- | - | - | - | - | -- | -- | -- |
| 1.   | DR Kongo   | 6 | 3 | 2 | 1 | 9  | 3  | 11 |
| 2.   | Benin      | 6 | 3 | 1 | 2 | 5  | 4  | 10 |
| 3.   | Tanzanie   | 6 | 2 | 2 | 2 | 6  | 8  | 8  |
| 4.   | Madagaskar | 6 | 1 | 1 | 4 | 4  | 9  | 4  |

 1. kolo 
| 2. září 2021 15:00 UTC+2 |     |           |                                                                         |
| DR Kongo                 | 1:1 | Tanzanie  | Stade TP Mazembe, Lubumbashi diváci: 0 rozhodčí: Kalilou Ibrahim Traoré |
| Mbokani 23'              |     | Msuva 36' | Stade TP Mazembe, Lubumbashi diváci: 0 rozhodčí: Kalilou Ibrahim Traoré |

| 2. září 2021 19:00 UTC+3 |     |            |                                                                                      |
| Madagaskar               | 0:1 | Benin      | Mahamasina Municipal Stadium, Antananarivo diváci: 10 000 rozhodčí: Brighton Chimene |
|                          |     | Mounié 22' | Mahamasina Municipal Stadium, Antananarivo diváci: 10 000 rozhodčí: Brighton Chimene |

 2. kolo 
| 6. září 2021 14:00 UTC+1 |     |             |                                                                  |
| Benin                    | 1:1 | DR Kongo    | Stade de l'Amitié, Cotonou diváci: 5 000 rozhodčí: Jean Ouattara |
| Adéoti 33'               |     | Mbokani 11' | Stade de l'Amitié, Cotonou diváci: 5 000 rozhodčí: Jean Ouattara |

| 7. září 2021 21:00 UTC+3             |     |                                     |                                                                                  |
| Tanzanie                             | 3:2 | Madagaskar                          | Národní stadión Benjamina Mkapa, Dar es Salaam diváci: 0 rozhodčí: Mashood Ssali |
| Nyoni 2' (pen.) Dismas 26' Salum 53' |     | Rakotoharimalala 36' Fontaine 45+2' | Národní stadión Benjamina Mkapa, Dar es Salaam diváci: 0 rozhodčí: Mashood Ssali |

 3. kolo 
| 7. říjen 2021 14:00 UTC+1    |     |            |                                                                          |
| DR Kongo                     | 2:0 | Madagaskar | Stade des Martyrs, Kinshasa diváci: 0 rozhodčí: Antonio Caluassi Dungula |
| Akolo 35' Mbokani 78' (pen.) |     |            | Stade des Martyrs, Kinshasa diváci: 0 rozhodčí: Antonio Caluassi Dungula |

| 7. říjen 2021 16:00 UTC+3 |     |            |                                                                                     |
| Tanzanie                  | 0:1 | Benin      | Národní stadión Benjamina Mkapa, Dar es Salaam diváci: 500 rozhodčí: Bakary Gassama |
|                           |     | Mounié 72' | Národní stadión Benjamina Mkapa, Dar es Salaam diváci: 500 rozhodčí: Bakary Gassama |

 4. kolo 
| 10. říjen 2021 14:00 UTC+1 |     |          |                                                                     |
| Benin                      | 0:1 | Tanzanie | Stade de l'Amitié, Cotonou diváci: 15 000 rozhodčí: Bernard Camille |
|                            |     | Msuva 6' | Stade de l'Amitié, Cotonou diváci: 15 000 rozhodčí: Bernard Camille |

| 10. říjen 2021 19:00 UTC+3 |     |          |                                                                                  |
| Madagaskar                 | 1:0 | DR Kongo | Mahamasina Municipal Stadium, Antananarivo diváci: 1 500 rozhodčí: Celso Alvação |
| Rakotoharimalala 1'        |     |          | Mahamasina Municipal Stadium, Antananarivo diváci: 1 500 rozhodčí: Celso Alvação |

 5. kolo 
| 11. listopad 2021 16:00 UTC+3 |     |                                  |                                                                                               |
| Tanzanie                      | 0:3 | DR Kongo                         | Národní stadión Benjamina Mkapa, Dar es Salaam diváci: 10 000 rozhodčí: Omar Abdulkadir Artan |
|                               |     | Kakuta 6' Fasika 66' Malango 85' | Národní stadión Benjamina Mkapa, Dar es Salaam diváci: 10 000 rozhodčí: Omar Abdulkadir Artan |

| 11. listopad 2021 17:00 UTC+1 |     |            |                                                                      |
| Benin                         | 2:0 | Madagaskar | Stade de l'Amitié, Cotonou diváci: 15 000 rozhodčí: Patrice Milazare |
| Dossou 43' Mounié 79'         |     |            | Stade de l'Amitié, Cotonou diváci: 15 000 rozhodčí: Patrice Milazare |

 6. kolo 
| 14. listopad 2021 14:00 UTC+1  |     |       |                                                                      |
| DR Kongo                       | 2:0 | Benin | Stade des Martyrs, Kinshasa diváci: 500 rozhodčí: Eric Otogo-Castane |
| Mbokani 10' (pen.) Malango 74' |     |       | Stade des Martyrs, Kinshasa diváci: 500 rozhodčí: Eric Otogo-Castane |

| 14. listopad 2021 16:00 UTC+3 |     |           |                                                                                     |
| Madagaskar                    | 1:1 | Tanzanie  | Mahamasina Municipal Stadium, Antananarivo diváci: 15 000 rozhodčí: Messie Nkounkou |
| Abdallah 74'                  |     | Msuva 25' | Mahamasina Municipal Stadium, Antananarivo diváci: 15 000 rozhodčí: Messie Nkounkou |